# Mariusz Mielczarek
Mariusz Mielczarek (ur. 1 lipca 1965 w Koszalinie) – polski saksofonista, muzyk sesyjny. Członek Polskiej Akademii Filmowej. Występował w zespole Woobie Doobie oraz orkiestrze Adama Sztaby i Musicology Band jak również prowadzi własną grupę Mariusz „Fazi” Mielczarek Group.

## Dyskografia
solowo
- 2005: Do widzenia, do jutra...

z innymi artystami
- 1992: Nazar Inout – saksofon
- 1992: Wilki Wilki – saksofon
- 1995: Jacek Kawalec Be My Love Shakespeare – saksofon
- 1995: Edyta Górniak Dotyk – saksofon
- 1996: Róże Europy Bananowe drzewa – saksofon
- 1996: Kasia Kowalska Czekając na... – saksofon
- 1996: Natalia Kukulska Światło – saksofon
- 1996: Tytus Wojnowicz Tytus – saksofon
- 1996: Kostek Joriadis Costek – saksofon
- 1996: De Su De Su
- 1996: Marek Kościkiewicz Tajemnice – saksofon altowy
- 1996: Ryszard Borowski The Night of Flutes – flet
- 1997: Natalia Kukulska Puls – saksofon
- 1997: Robert Janson Trzeci wymiar
- 1998: Katarzyna Skrzynecka Pół księżyca
- 2000: Ania Mamczur, Basia Melzer, Beata Wyrąbkiewicz Grosz do grosza – saksofon, flet
- 2001: Pod Budą Razem
- 2001: Reni Jusis Elektrenika
- 2002: Kapitan Nemo Wyobraźnia – saksofon altowy
- 2006: Piotr Rubik Rubikon
- 2006: Emigranci – ...I inne utwory[2]
- 2008: Anita Lipnicka i John Porter Goodbye
- 2009: Robert Janowski song.pl – saksofon altowy
- 2009: Janusz Radek Dziwny ten świat – opowieść Niemenem – saksofon tenorowy i flet
- 2013: Edyta Bartosiewicz – Renovatio – saksofon[3]

## Filmografia
autor muzyki
- 1997: Hotel „Panoptykon”

wykonanie muzyki
- 1997: Szczęśliwego Nowego Jorku
- 1997: 13 posterunek
- 1997: Pułapka
- 1998: Klasa na obcasach – saksofon, flet
- 1998: Żona przychodzi nocą
- 1999: Tygrysy Europy – saksofon
- 2000: 13 posterunek 2
- 2000: M jak miłość – saksofon
- 2000: Świąteczna przygoda – saksofony i flety
- 2001: Tryumf pana Kleksa
- 2001: Poranek kojota
- 2002–2003: Psie serce – saksofon
- 2003: Zróbmy sobie wnuka – saksofony, klarnet
- 2005: Boża podszewka II – saksofon
- 2005: Bieszczadzki Park Narodowy
- 2006–2009: Ranczo – flet, klarnet, saksofon sopranowy i altowy
- 2006: Cud w kamienicy. Ballady Jana Jangi Tomaszewskiego
- 2006: Tylko mnie kochaj – saksofon
- 2007: Barwy szczęścia – saksofon
- 2007: Dlaczego nie! – saksofon
- 2007: Ranczo Wilkowyje – flet, klarnet, saksofon sopranowy i altowy
- 2007: Ryś – saksofon
- 2008: Doręczyciel – saksofon
- 2008: Magiczne drzewo
- 2008: To nie tak jak myślisz, kotku
- 2009: Piksele

## Spektakle teatralne i telewizyjne
autor muzyki
- 1996: 2x2 – muzyka

wykonanie muzyki
- Hity Buffo
- 1991–1996: Metro – saksofon
- 2000: 10 pięter – saksofon
- 2000: Związek otwarty – saksofon
- 2001: Ukochany Kraj... – saksofony
- 2001: Gwiazdy i los człowieka – saksofon
- 2002: Smutne miasteczko